# Миролюбівка (Самарівський район)
Миролюбівка (до 1 квітня 2016 — Видвиженець) — селище в Україні, в Перещепинській міській громаді Самарівського району Дніпропетровської області. Населення за переписом 2001 року становить 995 осіб.

## Географія
Селище Миролюбівка знаходиться на відстані 2,5 км від сіл Воскресенівка і Троїцьке. По селищу протікає пересихаючий струмок з загатою. Поруч проходить залізниця, станція Платформа 137 км за 1 км.

## Назва
Колишня дорадянська назва — Миролюбівка, або Бражина.

## Економіка
- «Відродження», агрофірма, ТОВ.
- «Любимівка», кооператив.

## Об'єкти соціальної сфери
- Школа.

## Відомі люди
Уродженцем села є Дерило Андрій Борисович (1977—2014) — старший сержант Збройних сил України, кулеметник 93-ї бригади, учасник російсько-української війни.